# DJ Johnson
Deonte Johnson (Sacramento, California; 21 de octubre de 1998) más conocido como DJ Johnson, es un jugador profesional estadounidense de fútbol americano, se desempeña en la posición de linebacker en Carolina Panthers, en la National Football League (NFL).

## Carrera
Hizo su debut profesional con el equipo Carolina Panthers, lleva jugando una temporada, comenzó en el 2023.